# Why Don't You Just Die!
Pour plus de détails, voir Fiche technique et Distribution.
Why Don't You Just Die!, également connu sous le titre Crève, papa ! (titre original : russe : Папа, сдохни) est une comédie horrifique russe réalisée par Kirill Sokolov et sortie en 2018. Il s'agit du premier long métrage de son réalisateur.

## Synopsis
Andreï Guennadievitch est un agent de police qui habite avec sa femme Tacha dans un appartement moscovite. Un jour, il reçoit une visite inattendue. Le jeune Matveï, l'ami de sa fille Olia, sonne à la porte. Il cache un marteau derrière son dos et est bien décidé à assassiner Andreï, car le policier n'est pas seulement corrompu, mais il a également abusé sexuellement d'Olia lorsqu'elle était enfant. C'est elle qui lui a demandé de commettre ce meurtre. Pour stimuler sa nature criminelle, elle a également dit à Matveï que son père cachait une importante somme d'argent dans son appartement.
Tout d'abord, Andreï et lui s'assoient nerveusement face à face à la table de la salle à manger pendant quelques minutes. Mais il ne faut pas longtemps pour que la violence s'intensifie. Son escapade meurtrière s'avère plus difficile que prévu pour Matveï, mais Andreï constate lui aussi que le jeune homme n'est pas aussi facile à tuer qu'il le pensait. Un bain de sang s'ensuit dans le petit appartement moscovite,.

## Fiche technique
- Titre français : Why Don't You Just Die! ou Crève, papa ![4]
- Titre original russe : Папа, сдохни, Papa, sdokhni[5]
- Réalisation : Kirill Sokolov
- Scénario : Kirill Sokolov
- Photographie : Dmitri Oulukaïev
- Montage : Kirill Sokolov
- Musique : Vadim Karpenko, Ivan Kouchnir (ru), Sergueï Soloviev
- Décors : Viktor Zoudine
- Production : Sofiko Kiknavelidze, Ielena Gueladze
- Société de production : Кинокомпания «Белое Зеркало» / Société Le Miroir blanc[4]
- Pays de production :  Russie
- Langue originale : russe
- Format : couleurs
- Genre : comédie horrifique
- Durée : 100 minutes
- Dates de sortie : 
  - Russie : 13 août 2018
  - France : 11 mars 2020 (vidéo à la demande)

## Distribution
- Alexandre Kouznetsov : Matveï
- Vitali Khaïev (ru) : Andreï Guennadievitch
- Ievguenia Kregjde (ru) : Olia
- Mikhaïl Gorevoï : Ievguenitch
- Ielena Chevtchenko (ru) : Natacha, la mère d'Olia

## Accueil critique
Pour Sylvestre Picard dans Première, « Violent, très stylisé, parfois réjouissant, voilà un bruyant cousin russe de Brain Dead et The Raid, qui finit un peu par s’épuiser à force de se cogner contre les murs ».